# Bromus brachystachys
Bromus brachystachys là một loài thực vật có hoa trong họ Hòa thảo. Loài này được Hornung mô tả khoa học đầu tiên năm 1833.